# Rada Najwyższa Naddniestrza
Rada Najwyższa Naddniestrzańskiej Republiki Mołdawskiej – unikameralny parlament Naddniestrza. Parlament składa się z 43 posłów wybieranych za pomocą ordynacji większościowej.

## Informacje ogólne
Mołdawia wciąż uważa Naddniestrze za część swojego terytorium mimo ogłoszenia jednostronnej deklaracji niepodległości jaką Naddniestrze wypowiedziało Mołdawii w 1990 roku. 
Przewodniczącym parlamentu do roku 2005 był Grigore Mărăcuţă, którego po wyborach wygranych przez Partię Odnowa zastąpił, także urodzony na terenie Naddniestrza Jewgienij Szewczuk. 22 lipca 2009 r. Szewczuk ogłosił swoją rezygnację ze stanowiska przewodniczącego. Zastąpił go Anatolij Kamiński, również wywodzący się z Partii Odnowa.

## Kompozycja
Oto skład naddniestrzańskiego parlamentu z podziałem na partie polityczne po wyborach z 11 grudnia 2005 roku:
- Partia Odnowa – 23 miejsc
- Partia Republika – 13 miejsc
- Ruch na rzecz Odnowy – 6 miejsc
- Niezależni – 1 miejsce.

Frekwencja wyborcza wynosiła 56,3%.

## Lista przewodniczących parlamentu
- Igor Smirnow (1990)
- Władimir Gonczar (p.o., 1990–1991)
- Grigore Mărăcuţă (1991–2005)
- Jewgienij Szewczuk (2005–2009)
- Anatolij Kamiński (2009–2012)
- Michaił Burła (2012–2015)
- Wadim Krasnosielski (2015–2016)
- Aleksandr Szczerba (2016–2019)
- Galina Antiufiejewa (p.o., 2019)
- Aleksandr Korszunow (od 2019)